# Mechanisierte Zustellbasis

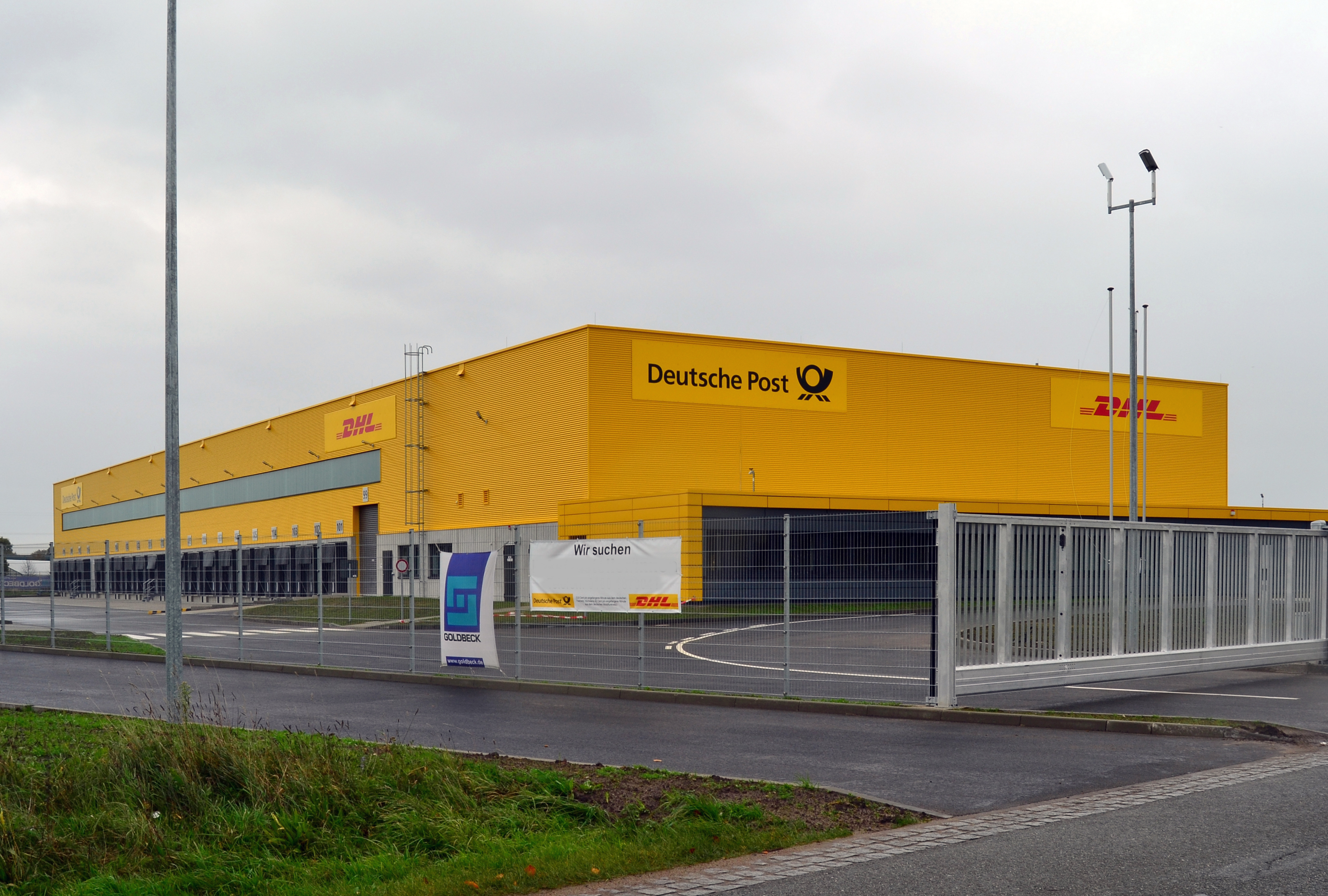
Die mechanisierte Zustellbasis (MechZB) in Tornesch, Baujahr 2013

Die mechanisierte Zustellbasis (MechZB) ist seit 2012 neben den Paketzentren eine weitere Logistikbasis der Deutschen Post DHL.
Diese Zustellbasen bilden neben den Paketzentren eine zweite Säule des Paketkonzepts der Deutschen Post DHL. Die eingebaute Verteilanlage ordnet automatisch die Sendungen dem entsprechenden Zusteller in Kastenrutschen zu, die bis zu 200 Sendungen fassen. Was in den bisher üblichen Zustellbasen per Hand erledigt wird, geschieht in den mechanisierten Zustellbasen automatisch. Für die weit überwiegende Anzahl der Standorte wird Verteiltechnik der Fa. Vanderlande, der Baureihe Posisorter (Schuhsorter) verwendet. An einigen anderen Standorten wird hingegen Verteiltechnik der Fa. Lippert, der Baureihe Rota-Sorter verwendet. Die neuen Standorte werden in der Regel von einem Investor nach Vorgaben der Deutschen Post DHL erstellt und von dieser zunächst für 15 Jahre angemietet.

## Hintergrund: Paketkonzept 2012
Die Deutsche Post DHL hat am 15. September 2011 in einer Pressekonferenz bekanntgegebenen, in den folgenden Jahren 750 Millionen Euro in den Ausbau ihres Paketnetzes in Deutschland zu investieren.
Dabei soll die Verteilkapazität verdoppelt werden und Prozesse, die heute noch manuell abgewickelt werden, sollen zukünftig weitgehend automatisiert werden.
Ein Paket soll zukünftig so schnell wie ein Brief beim Empfänger sein.
Des Weiteren soll das IT-Netzwerk ausgebaut werden. Dabei soll für den Kunden zukünftig Paketverfolgung in Echtzeit möglich sein und der Empfänger soll beispielsweise Tag, Ort und Zeitpunkt der Zustellung bestimmen können.
Zum Plan gehört neben der Erweiterung der Paketzentren auch der Bau von neu entwickelten mechanisierten Zustellbasen.

## Aufgabe und Funktion
Die Mechanisierte Zustellbasis ist je nach Standpunkt des Betrachters
- eine Zustellbasis mit automatischer Sortiertechnik für Pakete
- die dezentrale Erweiterung eines Zielpaketzentrums, oder auch
- ein Zielpaketzentrum zweiter Ebene, am Standort einer Zustellbasis

Der Begriff Mechanisierte Zustellbasis bezieht sich auf die Förder- und Sortiertechnik für Pakete. In Zustellbasen, in denen die Pakete überwiegend von Hand sortiert werden, wird zwar im Einzelfall auch Fördertechnik eingesetzt, die man ebenfalls als Mechanik oder mechanisiert verstehen könnte; dies ist jedoch mit diesem Begriff nicht gemeint. 
Die Paketverteilanlage hat folgende Funktionen, die in einem Durchlauf hintereinander ausgeführt werden:
- Teleskopförderbänder unterstützen die Entladung von Wechselbehältern, in denen Pakete lose geladen angeliefert werden
- die Anschriften und Barcodes der Pakete werden mittels eines stationären Scanners direkt am Förderband automatisch gelesen
- die Pakete werden automatisch nach einzelnen Zustellbezirken sortiert und in Speicherrutschen-Endstellen gesammelt, die direkt vor dem Beladetor liegen, an dem das Zustellfahrzeug vom Zusteller geladen wird.
- optional können in einem zweiten Sortierschritt, der am Nachmittag erfolgt, Pakete für die Abendzustellung auf unterschiedliche Zeitfenster sortiert werden

Dadurch, dass die MechZB die Pakete ihres Versorgungsbereich selbst sortiert, …
- … entlastet sie das Zielpaketzentrum von der Feinsortierung. Die dort dadurch frei werdenden Endstellen können daraufhin für andere Zustellbasen genutzt werden.
- … können Pakete auf den Fahrten zwischen Zielpaketzentrum und MechZB lose geladen werden, somit werden Ladevolumen und LKW-Fahrten eingespart.
- … kann je nach Auslastung und Wirtschaftlichkeit, auch das Startpaketzentrum Sendungen direkt an eine MechZB außerhalb ihrer Region senden und somit das Zielpaketzentrum von Paketmengen entlasten. Dadurch werden Wege eingespart, Abläufe beschleunigt und bei flexibler Planung werden LKW-Fahrten eingespart.
  - Bei solchen Direktfahrten werden im Einzelfall auch Pakete für die nächstliegende Nachbar-MechZB zugeladen, die durch die Sortiertechnik am Ziel der Direktfahrt wieder ausgeschieden und anschließend an die eigentliche Ziel-MechZB weitergeleitet werden. Dadurch wird das Zielpaketzentrum weiter entlastet und es werden wiederum LKW-Fahrten eingespart.

Zusammengefasst ausgedrückt: Die MechZB dient nicht nur der Effektivität der Vorgänge innerhalb einer Zustellbasis, sondern das gesamte Netzwerk DHL Paket Deutschland wird dadurch flexibler und es kann leichter auf Kapazitätsengpässe reagiert werden.

## Standorte
Am 5. Dezember 2012 wurde die erste mechanisierte Zustellbasis in Braunschweig offiziell in Betrieb genommen. Am selben Tag gab die Deutsche Post DHL in einer Pressemitteilung bekannt, im gesamten Bundesgebiet bis Ende 2013 mindestens 25 mechanisierte Zustellbasen zu realisieren. Im ersten Halbjahr 2013 gingen zunächst die Standorte Bochum, Oldenburg, Dinslaken, Großbeeren bei Berlin und Berlin-Marzahn in Betrieb. Insgesamt mehr als 50 solcher mechanisierter Zustellbasen wollte die Deutsche Post DHL bis 2014 bundesweit einrichten. Tatsächlich waren Ende 2013 lediglich 12 Standorte in Betrieb.
Von 2012 bis 2021 wurden deutschlandweit 90 neue Standorte erstellt. Diese liegen größtenteils in Metropolregionen wie dem Ruhrgebiet, dem Rhein-Main-Gebiet, der Metropolregion Rhein-Neckar, dem Großraum Köln, dem Großraum Stuttgart und vor allem in Berlin, dem Raum Hamburg und dem Raum München. Zu den weiterhin parallel existieren Standorten, gibt es für Hamburg fünf mechanisierte Zustellbasen, welche circa 5 bis 20 Kilometer Luftlinie voneinander entfernt liegen. Diese Standorte sind Hamburg-Billbrook, Tornesch, Glinde, Norderstedt und zuletzt errichtet – Hamburg-Schnelsen. Von den 6 in Berlin und 8 insgesamt im Großraum Berlin liegenden Standorten, sind die zwei Standorte Berlin-Marzahn und Berlin-Lichtenberg nur 2,5 Kilometer Luftlinie voneinander entfernt. Von den 8 im Großraum München liegen Standorten, sind Germering und München-Neuaubing weniger als 4 Kilometer Luftlinie voneinander entfernt.